# Voșlăbeni (gmina)
Voșlăbeni – gmina w Rumunii, w okręgu Harghita. Obejmuje miejscowości Izvoru Mureșului i Voșlăbeni. W 2011 roku liczyła 1929 mieszkańców.